# 潘兵
潘兵（1970年2月13日—），湖北黄陂人，中国退役男子网球运动员。他曾获得1990年亚洲运动会和1994年亚洲运动会网球比赛男子单打金牌。他的单打职业生涯最高世界排名是176名。